# Lucius Cornelius Merula (Konsul 193 v. Chr.)
Lucius Cornelius Merula war ein Politiker in der römischen Republik.
Als Stadtprätor 198 v. Chr. unterdrückte er einen Sklavenaufstand. 193 v. Chr. war er zusammen mit Quintus Minucius Thermus Konsul. Er siegte bei Mutina über die keltischen Boier, konnte aber keinen Triumph feiern.